# Пиазон, Лукас
Густаво Лукас Домингес Пиазон (порт.-браз. Gustavo Lucas Domingues Piazón; родился 20 января 1994 года, в Куритибе, Парана, Бразилия), более известный как Лукас Пиазон — бразильский футболист, полузащитник.

## Ранняя жизнь
Лукас Пиазон родился в «Сан-Паулу» в семье Антонио Карлоса Пиазона, торгового представителя, и Маризабель Домингес, адвоката. Он рос в финансово благополучной семье, что позволяло ему сосредоточить внимание одновременно и на школе, и на занятиях футболом. Оба родителя Пиазона приняли активное участие в начале его карьеры. Он рос вместе со своей сестрой Жулианой, которая была на 3 года младше его и болела за «Челси» с ранних лет, мечтая однажды сыграть за них
Когда он был юношей, семья Пиазона переехала в Парану. Футбольные навыки Пиазона начали развиваться в 8 лет. Как и другие бразильские футболисты (такие как Зико и Роналдиньо), он проявил интерес в футзале. Он начал играть в команде, которая известна сейчас как «Коритиба». В 11 лет Пиазон сменил паркет на траву.

## Клубная карьера

### Молодёжные клубы
Пиазон начал свою профессиональную карьеру в «Коритибе». В этой команде он смог проявить себя, становясь лучшим бомбардиром в каждом турнире, в котором он принимал участие. «Коритиба» не обладала достаточными средствами, поэтому его родители должны были оплачивать выезды сына и других детей. В 2007 он перешёл в более организованный соседний клуб «Атлетико Паранаэнсе». Ему снова удалось блеснуть, когда в 2008 юношеская команда «Атлетико» смогла дойти до финала Кубка Бразилии среди юношей до 15 лет, который она проиграла «Сан-Паулу». «Сан-Паулу» очень впечатлило его выступление, и клуб выступил с предложением. В 14 лет Пиазон оставил свою семью и перешёл в «Сан-Паулу». В мае он начал привлекать внимание международных скаутов, когда он помог «Сан-Паулу» попасть в финальную часть престижного юношеского турнира Premier Cup. Примерно в это же время он был вызван в юношескую сборную Бразилии до 15 лет. В августе «Сан-Паулу» отправился в Манчестер, чтобы принять участие в финальной части Premier Cup. На групповом этапе Пиазон забил в матче против «Манчестер Юнайтед», окончившемся победой «Сан-Паулу» со счётом 3:0. В финальном матче турнира «Сан-Паулу» обыграл «Вердер».

### «Челси»
В начале 2011 «Челси» подписал предварительный контракт с Пиазоном, отбив интерес со стороны ряда ведущих клубов мира, в том числе итальянского гранда «Ювентуса». 15 марта 2011 «Сан-Паулу» объявил о том, что Пиазон может играть за «Челси» только с 20 января 2012, когда ему исполнится 18 лет и он сможет получить рабочую визу, но перейдёт он уже в 2011 в летнее трансферное окно. Спустя 10 дней «Челси» объявил, что Пиазон успешно прошёл медицинское обследование. 16 марта 2011 года появилось сообщение о том, что «Челси» достиг договоренности о переходе одного из самых талантливых игроков Бразилии. По некоторым данным, «Челси» заплатил в районе 5 млн евро, чтобы приобрести Пиазона, и цена может вырасти в зависимости от некоторых пунктов. В интервью он заявил: «Мне нравится Премьер-лига. Я думаю, мой стиль и мои навыки больше подходят Премьер-лиге». Сразу после своего перехода в летнее трансферное окно Пиазон начал играть за резервную команду «синих».
Пиазон дебютировал в резервной команде в матче против «Фулхэма», после чего сказал: «Теперь я могу играть в Молодёжном кубке Англии», и добавил: «Все знают, что здесь я для того, чтобы играть, и моей главной целью является участие во стольком количестве матчей резервной команды, насколько это возможно и победа в Молодёжном кубке Англии». Также он заявил: «Я наслаждаюсь компанией Рамиреса, Алекса, и, конечно же, Давид Луис мой лучший друг здесь. Он очень весёлый и постоянно шутит». Свой первый мяч за резервную команду Пиазон забил в матче против «Арсенала» незадолго до конца основного времени после сольного прохода. Он забил 2 мяча в 5 играх за резервную команду и 1 мяч в 6 играх за юношескую, в том числе победный мяч в матче Молодёжного кубка против «Донкастер Роверс». 9 мая 2012 он помог своей команде выиграть Молодёжный кубок в матче против «Блэкберн Роверс».
20 января 2012, когда ему исполнилось 18 лет, Пиазон получил рабочую визу и получил возможность играть в основной команде «Челси». 26 января он подписал расширенный контракт, который связал его с клубом до 2017 года. После впечатляющего выступления на юношеском уровне Пиазон получил 35-й номер, который ранее принадлежал Жулиано Беллетти. 31 января 2012 года он был в числе запасных в матче Премьер-лиги против «Суонси Сити», который завершился ничьей, а также 5 февраля в матче против «Манчестер Юнайтед». После игры с «Манчестер Юнайтед» бывший главный тренер «Челси» Андре Виллаш-Боаш сказал: «Он [Пиазон] больше тренировался с основной командой, что очень хорошо для него. Он совершил большой прогресс с момента перехода и в двух последних играх был на скамейке запасных. К сожалению, у него не было возможностей выйти на поле, но он хорошо проявил себя в резервной команде. Он является тем игроком, на которого мы очень надеемся в будущем»
10 мая 2012 Пиазон был назван лучшим молодым игроком «Челси» в своём первом же сезоне. Он был в составе команды, которая выиграла Молодёжный кубок днём ранее. «Я очень счастлив и я не ожидал этого. Эта неделя была фантастической для меня. Давид Луис и Рамирес очень сильно помогли мне, так как когда я пришёл, я был одинок. Я надеюсь пробыть в „Челси“ долгое время и буду работать», — сказал он. Позже на той же неделе он в числе запасных в последнем туре сезона, в домашнем матче против «Блэкберн Роверс», который «Челси» выиграл со счётом 2:1, но он не принял участия в игре. Он рассказал, что он будет продолжать своё развитие и хотел бы попасть в «основу», сказав: «Я надеюсь оказаться в „основе“, тренироваться с ней каждый день и, если будет возможность, сыграть несколько игр». Он сказал, что «всегда мечтал играть за „Челси“».

#### Сезон 2012/13
Во время предсезонной подготовки перед началом сезона 2012/13 Пиазон получил шанс проявить себя перед главным тренером «Челси» Роберто Ди Маттео после того, как он принял участие в туре по США, выйдя на замену в 3 из 4 матчей, и дебютировал в основной команде в матче против «Сиэтл Саундерс», завершившемся победой 4:2. Он забил свой первый мяч во втором матче за основную команду, сравняв счёт в игре против «Пари Сен-Жермен», завершившейся со счётом 1:1. Позже он говорил о своём восхищении: «Это было хорошо для меня, это было чем-то особенным забить в своей второй игре». Пиазон вышел на замену в матче против команды всех звёзд МЛС, проигранном со счётом 2:3, и был в числе запасных в следующей игре, завершившейся победой «Милана» 1:0.
Пиазон был включен в заявку «Челси» на Лигу чемпионов УЕФА 2012/13 вместе со своими бразильскими друзьями Давидом Луисом, Оскаром и Рамиресом, заменив там Флорана Малуда. Пиазон дебютировал за «Челси» в официальном матче в игре Кубка Футбольной лиги против «Вулверхэмптон Уондерерс», в которой «синие» разгромили соперника со счётом 6:0, а сам бразилец отдал голевую передачу на Райана Бертранда. 31 октября 2012 Пиазон сыграл в своём втором матче в Кубке Футбольной лиги против «Манчестер Юнайтед», который завершился победой «Челси» в дополнительное время, Пиазон был заменён на Эдена Азара на 55-й минуте. 8 ноября Пиазон забил гол в матче NextGen Series, в котором «Челси» разгромил «Мольде» со счётом 6:0. 23 декабря он дебютировал в Премьер-лиге, выйдя на замену в матче против «Астон Виллы», завершившемся разгромом «бирмингемцев» со счётом 8:0, в котором он отдал голевую передачу на Рамиреса и не забил пенальти, который сам же и заработал.

### Аренда в «Малаге»
Во время зимнего трансферного окна Лукас отправлен в аренду в испанскую «Малагу». Там ему досталась футболка с 12-м номером — бывшим номером Санти Касорлы.
25 января 2013 года в поединке Кубка Испании против «Барселоны» Пиазон дебютировал за «Малагу», выйдя на замену вместо Хоакина Санчеса во втором тайме. 9 февраля он дебютировал в Ла Лиге, выйдя на замену вместо того же Хоакина на 67-й минуте в матче против «Леванте», завершившемся победой «анчоусов» 2:1. 16 февраля, Лукас сыграл первый матч в основном составе, и отдал голевую передачу на Хавьера Савиолу, который забил единственный победный мяч в ворота Атлетик Бильбао. Сам Пиазон был заменён на 80-й минуте. 19 февраля Пиазон впервые дебютировал в Лиге чемпионов УЕФА в первом матче 1/8 финала против «Порту». Лукас вышел на замену на 78 минуте вместо Жулио Баптисты, матч был проигран со счётом 1:0.

### Аренда в «Рединге»
31 августа 2015 года Лукас перешёл в клуб «Рединг», выступающий в Чемпионшипе, на правах аренды сроком на один сезон. 26 сентября, забил первый гол за «Рединг» на 9-й минуте в матче против «Бернли» (2:1).

## Международная карьера
Пиазон играл за сборную до 15 лет, с командой занял второе место на чемпионате Южной Америки, став его лучшим бомбардиром с 10-ю мячами. В 2011 году был вызван на первенство Южной Америки до 17 лет. Этот турнир «Селесао» выиграли, во многом благодаря хорошей игре Пиазона. Чуть позже поехал на юношеский чемпионат мира, в ходе которого бразильцы заняли лишь 4 место.

## Статистика выступлений
| Выступление      | Выступление      | Выступление      | Лига | Лига | Кубок страны | Кубок страны | Кубок лиги | Кубок лиги | Еврокубки | Еврокубки | Прочее | Прочее | Итого | Итого |
| Клуб             | Лига             | Сезон            | Игры | Голы | Игры         | Голы         | Игры       | Голы       | Игры      | Голы      | Игры   | Голы   | Игры  | Голы  |
| ---------------- | ---------------- | ---------------- | ---- | ---- | ------------ | ------------ | ---------- | ---------- | --------- | --------- | ------ | ------ | ----- | ----- |
| Челси            | Премьер-лига     | 2012/13          | 1    | 0    | 0            | 0            | 2          | 0          | 0         | 0         | 0      | 0      | 3     | 0     |
| Челси            | Итого            | Итого            | 1    | 0    | 0            | 0            | 2          | 0          | 0         | 0         | 0      | 0      | 3     | 0     |
| Малага           | Примера          | 2012/13          | 11   | 0    | 1            | 0            | 0          | 0          | 2         | 0         | 0      | 0      | 14    | 0     |
| Малага           | Итого            | Итого            | 11   | 0    | 1            | 0            | 0          | 0          | 2         | 0         | 0      | 0      | 14    | 0     |
| Витесс           | Эредивизи        | 2013/14          | 29   | 11   | 2            | 0            | 0          | 0          | 0         | 0         | 0      | 0      | 31    | 11    |
| Витесс           | Итого            | Итого            | 29   | 11   | 2            | 0            | 0          | 0          | 0         | 0         | 0      | 0      | 31    | 11    |
| Айнтрахт Ф       | Бундеслига       | 2014/15          | 22   | 2    | 1            | 0            | 0          | 0          | 0         | 0         | 0      | 0      | 23    | 2     |
| Айнтрахт Ф       | Итого            | Итого            | 22   | 2    | 1            | 0            | 0          | 0          | 0         | 0         | 0      | 0      | 23    | 2     |
| Рединг           | Чемпионшип       | 2015/16          | 18   | 3    | 3            | 2            | 1          | 0          | 0         | 0         | 0      | 0      | 22    | 5     |
| Рединг           | Итого            | Итого            | 18   | 3    | 3            | 2            | 1          | 0          | 0         | 0         | 0      | 0      | 22    | 5     |
| Фулхэм           | Чемпионшип       | 2016/17          | 29   | 5    | 2            | 0            | 1          | 1          | 0         | 0         | 1      | 0      | 33    | 6     |
| Фулхэм           | Чемпионшип       | 2017/18          | 22   | 5    | 1            | 0            | 1          | 1          | 0         | 0         | 1      | 0      | 25    | 6     |
| Фулхэм           | Итого            | Итого            | 51   | 10   | 3            | 0            | 2          | 2          | 0         | 0         | 2      | 0      | 58    | 12    |
| Всего за карьеру | Всего за карьеру | Всего за карьеру | 132  | 26   | 10           | 2            | 5          | 2          | 2         | 0         | 2      | 0      | 151   | 30    |

## Достижения
Командные
 «Челси»
- Обладатель Молодёжного кубка Англии: 2012

 Сборная Бразилии
- Чемпион Южной Америки среди юношей до 17 лет: 2011[45]

Личные
- Лучший молодой игрок «Челси»: 2012